# Циганська слобідка (Сімферополь)
Циганська слобідка, Чінгене Мааллеси (крим. Çingene maallesı) — історична місцевість Сімферополя, в Центральному та Київському районах міста.

## Опис
Обмежена з півночі Старим містом та вулицею Кримська, зі сходу верхів'ями Петрівської балки та вулицею Інге, з півдня та сходу вулицею Курцовською та старим та новим кримськотатарськими цвинтарями (знесені після депортації кримських татар, зараз житлова забудова).
Своїм східним кутом Циганська слобідка виходила до місця, де трамвайна лінія з Нижньогоспитальної вулиці робила крутий поворот праворуч, на вулицю Кантарна (зараз Чехова). Це місце так і називалося Циганський Поворот, ця назва зберігалася ще кілька років після того, як було ліквідовано сімферопольські трамваї.
Основні вулиці: Чехова, Горбистий провулок, Футболістів, Нижньогоспитальна.
На території району знаходиться «циганська мечеть» Сеїт-Халіль Челебі.

## Історія
Район названий за місцем проживання кримських циган — чінґене.

Сучасник так описував житла кримських циган:
«Квартали ці не схожі на наші вулиці. Примітивністю та безладністю своїх будівель вони скоріше нагадують циганські табори. Маленькі, біленькі будиночки циган розкинуті абияк. Іноді кілька будиночків вибудовані в одну суцільну лінію, а простір між ними та іншими будинками служить відкритим двором, де й проходить життя галасливої, безтурботної та експансивної сім'ї циганів…».
Під час голоду 1922 року член секції Помголу (центральна комісія допомоги голодуючим при ВЦВК під головуванням М.Калініна) І.Крамник свідчив про те, що відбувається у Сімферополі:
«Циганська слобідка, населена циганами, майже вся вимерла. Моторошно ходити безлюдними вулицями. Безліч голодних дітей тиняються містом і підбирають покидьки; тужливо-благаюче „дядьку, дай хлібця“ не вщухає ні на хвилину. Населення звикло до картин голоду. На базарі в Сімферополі помирає молодий татарин, його передсмертний стогін губиться у вигуках торговців та покупців, які байдуже відвертаються від помираючого».
9 грудня 1941 під час німецької окупації в Циганській слобідці було розстріляно до 1 тис. осіб. Однак Мусульманський комітет звернувся до німців із клопотанням, і розстріли припинили.